# Adua
Adua (també escrit Adwa, Adowa o Aduwa) és una petita ciutat del nord d'Etiòpia. És més coneguda per ser la comunitat més propera al lloc de la decisiva batalla d'Adua, en la qual els etíops van derrotar els italians el 1896. Situada a la Zona Central (Mehakelegnaw), a la regió del Tigre, té una longitud i latitud de 14° 10'N, 38° 54'I, i una elevació de 1.907 metres.
D'acord amb les xifres de l'Agència Central d'Estadística, el 2005 Adua tenia una població total estimada de 42.672 persones, de les quals 20.774 eren homes i 21.898 dones. Segons el cens de 1994, la ciutat tenia 24.519 habitants. És la ciutat més gran del Districte d'Adua.

## Personatges il·lustres
- Sebhat Guebre-Egziabher, escriptor (1935 - 2012)